# Valentina Lanfranchi
Valentina Lanfranchi (Colzate, 4 settembre 1939) è una politica italiana.
Nata a Colzate, in provincia di Bergamo, si avvicina alla politica in giovane età, tanto da essere eletta sindaco del proprio paese nel 1964, a soli 25 anni.
Coniugata Cordioli e laureata in scienze economiche e commerciali, intraprende la carriera politica tra le file del PCI, che la porta presentarsi nella circoscrizione di Brescia alle elezioni per l'VIII legislatura della Repubblica Italiana.
Eletta il 3 giugno 1979 alla camera dei Deputati con il sistema proporzionale in sostituzione di un plurieletto optante per il Senato, mantiene il posto da onorevole anche nella successiva tornata elettorale del 26 giugno 1983, valida per la IX legislatura. Durante questo periodo viene inserita nella commissione giustizia, nella quale ricopre il ruolo di segretaria fino al termine della legislatura.
Terminata l'esperienza da deputata si dedica a numerose iniziative sociali, ricoprendo nuovamente il ruolo di sindaco del proprio paese natale.